# Neu-Puschwitz

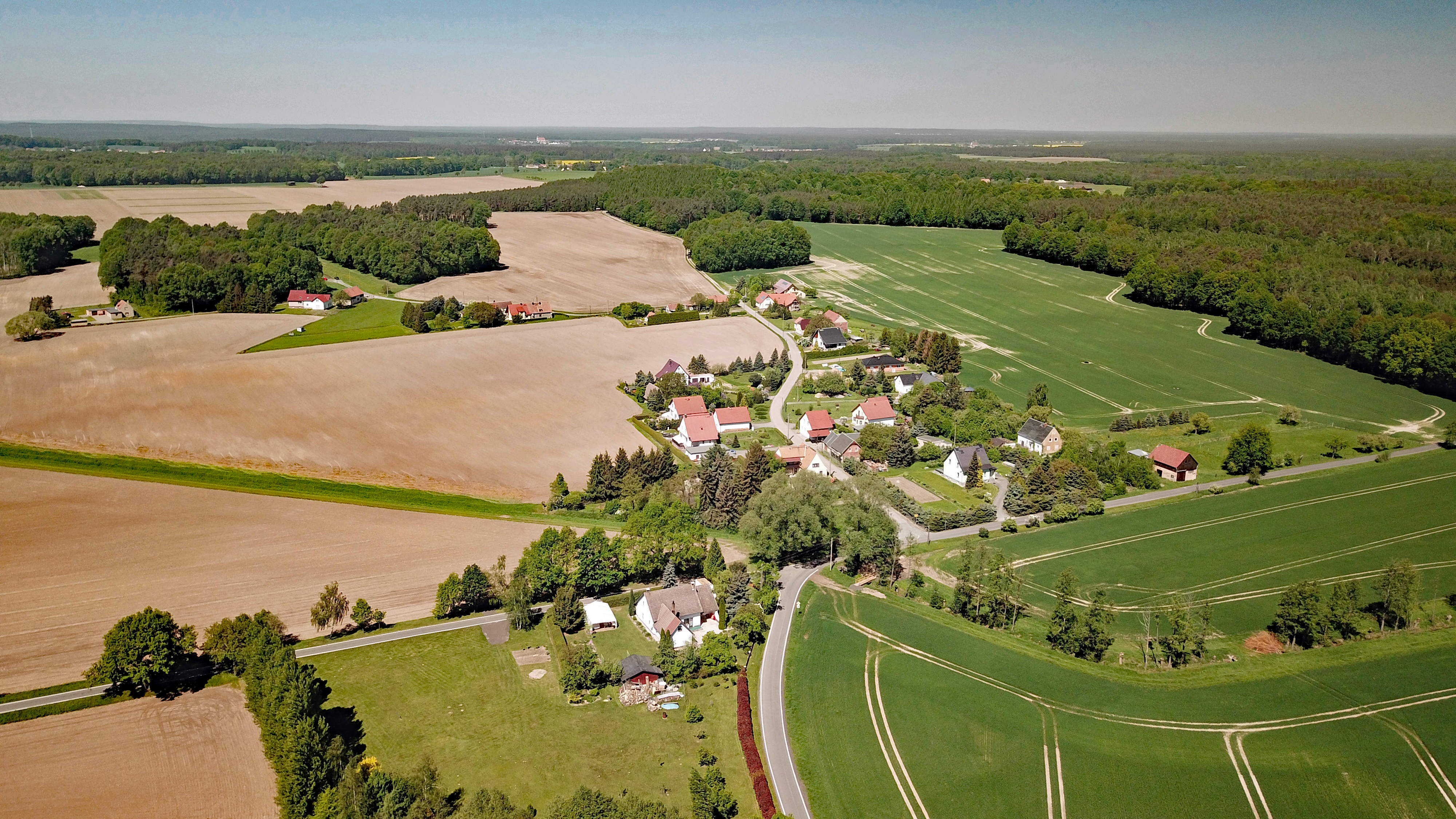
Luftaufnahme

Neu-Puschwitz, obersorbisch Nowe Bóšicyⓘ, ist eine Siedlung im Zentrum des Landkreises Bautzen in Ostsachsen und gehört seit 1936 zur Gemeinde Puschwitz. Der Ort liegt in der Oberlausitz und zählt zum sorbischen Siedlungsgebiet.

## Geografie
Neu-Puschwitz befindet sich einen Kilometer nördlich von Puschwitz am Zusammenfluss von Puschwitzer Wasser und Jeßnitzer Bach. Es ist somit der nördlichste Ortsteil der Gemeinde Puschwitz. Der nördliche Nachbarort ist Lomske in der Gemeinde Neschwitz.

## Geschichte
Die Siedlung wurde Ende des 18. Jahrhunderts vom Puschwitzer Rittergut begründet und zunächst nach dessen Besitzer Georg Stiller Stillersroda genannt. Im 19. Jahrhundert setzte sich dann der heutige Ortsname durch.